# Eugen Urban

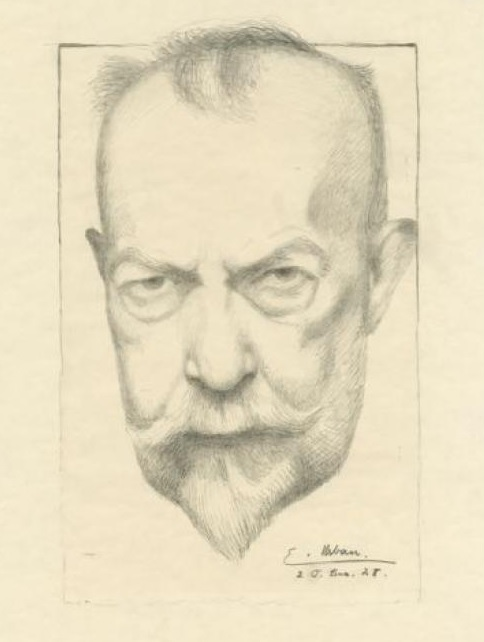
Eugen Urban: Selbstbildnis 1928

Eugen Marius Karl Urban (* 21. Oktober 1868 in Leipzig; † 21. Oktober 1929 ebenda) war ein deutscher Kunstmaler und Grafiker.

## Leben und Wirken
Urban war der Sohn des Bäckermeisters und Hausbesitzers Johann Carl Urban (* 28. September 1839, † 4. November 1897) und der Katharina Franziska Anna (geborene Ratzovski, * 20. Dezember 1837, † 24. Februar 1882). Er erhielt seine künstlerische Ausbildung an den Akademien von Leipzig und München sowie an der Kunstschule in Weimar. Er war Schüler von Carl von Marr und Carl Frithjof Smith.
Urban entwickelte sich zu einem gefragten Porträtisten seiner Zeit. Zu seinen Hauptwerken zählen das Monumentalgemälde des Leipziger Ratskollegiums für den Ratsplenarsaal des Neuen Rathauses im Jahre 1903 und das zum fünfhundertjährigen Jubiläum der Leipziger Universität 1909 geschaffene Bildnis Rektor und Dekane sowie die Kolossalgemälde in der Orangerie des Schlosses Reinhardsbrunn.
Neben Porträts von Persönlichkeiten aus Politik, Adel, Industrie und Wissenschaft zeichnete Urban auch Grafiken und betätigte sich als Landschaftsmaler.
Teile seines künstlerischen Nachlasses befinden sich im Stadtgeschichtlichen Museum Leipzig.

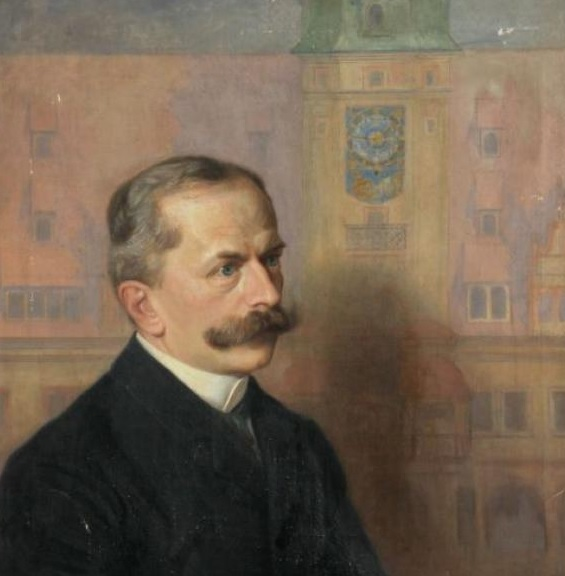
Otto Wilhelm Scharenberg (1907)
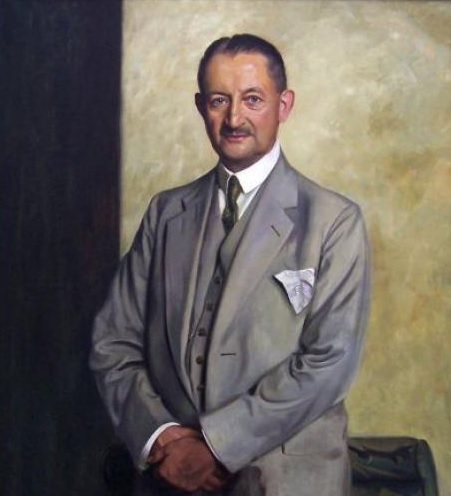
Max Richard Krüger (1928)
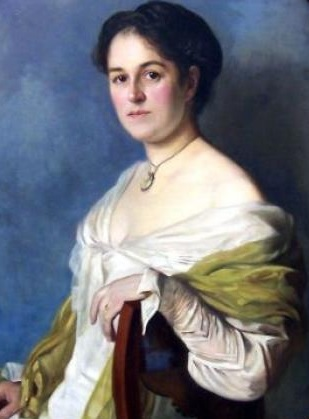
Margarete Krüger (1928)
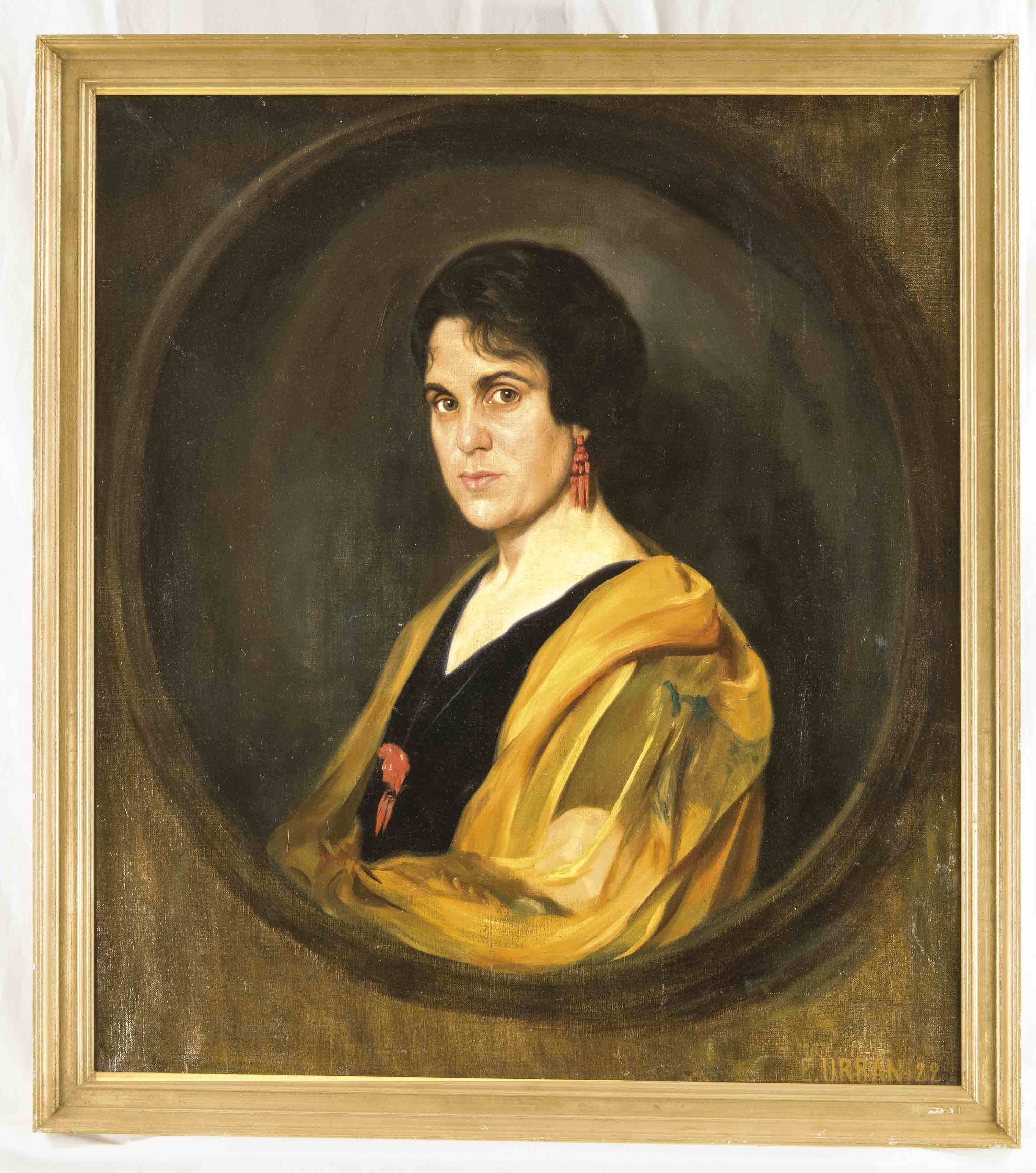
Spanierin (1922)
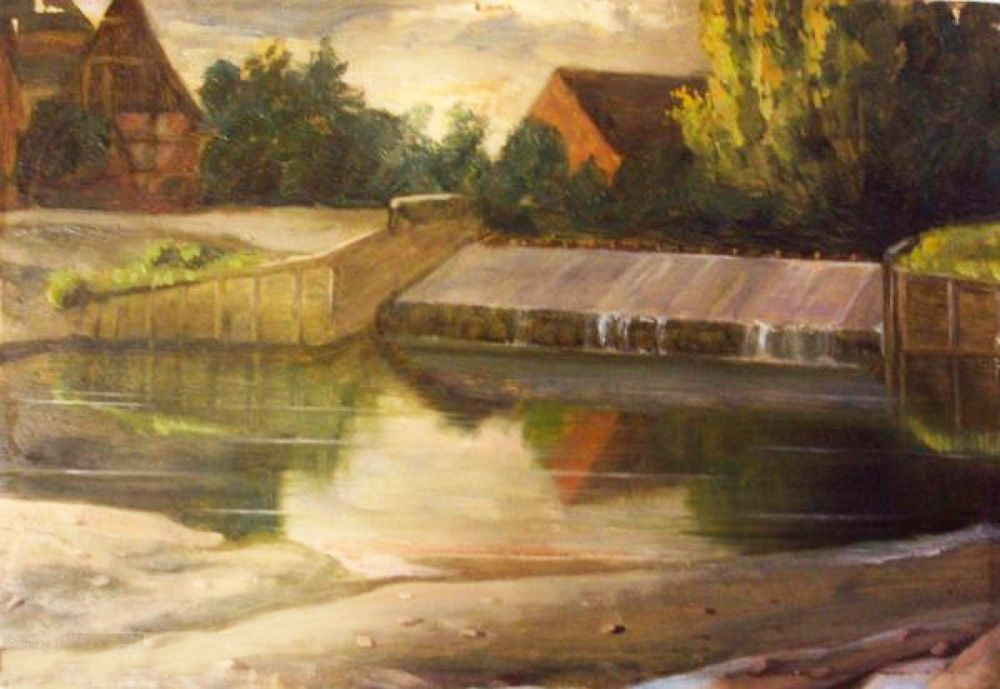
Altes Elsterwehr (1901)
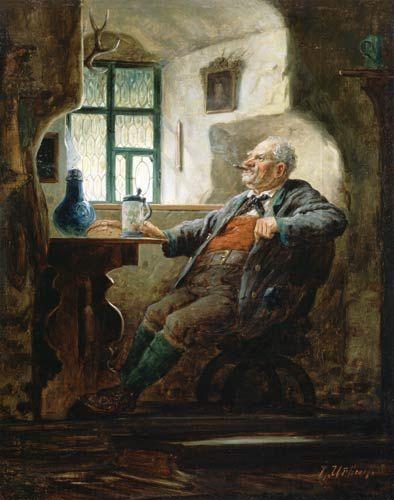
Der Genießer (um 1900)

## Familie
Eugen Urban war verheiratet mit Frieda Elsa Urban, geb. Seidel (* 25. September 1878, † 4. April 1946), der Ehe entstammten drei Kinder (Eleonore * 21. Februar 1898, † 31. Dezember 1977; Gerhard Peter Bernhard Constantin * 5. April 1901, † Mai 1984; Gertraude Annemarie Veronika * 10. April 1905, † 20. April 1990). Sein Urnengrab befand sich auf dem Südfriedhof Leipzig. Die Grabstätte wurde 2009 aufgelassen.